# Mălcăuți, Soroca
Mălcăuți este un sat din cadrul comunei Dărcăuți din raionul Soroca, Republica Moldova.
Anul întemeierii localității este probabil 1470, deși prima atestare documentară este din 1670. Denumirile vechi ale localității au fost Malcovți și seleștea Malcauți. Construcția bisericii satului „Nașterea Maicii Domnului” a început în 1924 și s-a încheiat în 1992.

## Demografie

### Structura etnică
Structura etnică a satului conform recensământului populației din 2004:
| Grup etnic         | Populație | % Procentaj |
| ------------------ | --------- | ----------- |
| Moldoveni / Români | 224       | 96,97%      |
| Ruși               | 4         | 1,73%       |
| Ucraineni          | 1         | 0,43%       |
| Alții              | 2         | 0,87%       |
| Total              | 231       | 100%        |